# Aristides Strongylis
Aristides Strongylis (griechisch Αριστείδης Στρογγύλης, geboren am 8. Juli 1974 in Athen) ist ein griechischer Komponist.

## Leben
Strongylis studierte zunächst Gitarre und Tonsatz in Griechenland. Es folgte ein Kompositionsstudium bei Siegfried Thiele und Dimitri Terzakis an der Hochschule für Musik und Theater „Felix Mendelssohn Bartholdy“ Leipzig. Kompositionsseminare und Meisterkurse besuchte er u. a. bei Peter Eötvös, Kaija Saariaho, Martin Bresnick, Johannes Kretz, Brian Ferneyhough und Jonathan Harvey. Er ist als Komponist und Musiklehrer in Leipzig tätig und wurde wiederholt für seine kompositionspädagogische Arbeit mit Kindern ausgezeichnet, u. a. durch die Kulturstiftung der Länder. Seine Werke, die beim Musikverlag Edition Gravis erscheinen, wurden u. a. durch das Ensemble Amarcord, das Iturriaga Quartett, Hatto Beyerle, Tatjana Masurenko und das Apollon Musagète Quartett aufgeführt.

## Werke (Auswahl)
- Troisième Hymne Delphique à Apollon (für Streichquartett)
- Playback play (für Orgel und Viola)
- Die Zeit des Narziss (für Streichquartett)
- The Seven Chakras of Dionysus (für Schauspieler/Sprecher, Mezzosopran und 13 Instrumentalisten)
- alphabeta (für großes Orchester und eine Singstimme)
- Der Kampf mit dem Tiger – Ein chinesisches Märchen (für 7 Bläser, 2 Schlagzeuger und 1 Erzähler)
- Das Orakel (für Harfe und Klarinette)
- Der gläserne Apfel (für 19 Streicher und Zuspielband)
- Peronellas Fass (für 5 Männerstimmen a cappella)
- about energy (für Kammerensemble)
- Die sieben offenen Chakren des Dionysos (für Klavier)
- Equality (für Orchester, gemeinsam mit Klasse 9/1 (2019) des Goethe-Gymnasiums Bischofswerda)